# Municipio de Santa Ana (kommun i Kuba)
Municipio de Santa Ana är en kommun i Kuba.   Den ligger i provinsen Matanzas, i den västra delen av landet, 90 km öster om huvudstaden Havanna.